# Strukturlinie
Als Strukturlinien werden Flächenkurven bezeichnet, durch die man Oberflächen nach Kriterien wie Form, Farbe, Struktur oder Material gliedern kann. Der Wortteil Linie kommt von der gebräuchlichen Grundriss-Darstellung, in der Flächenkurven als Linien bzw. ebene Kurven erscheinen.
In der Technik finden Strukturlinien u. a. im Maschinenbau Anwendung, beispielsweise als Form-, Profil- und Stromlinien an Automobilen, Tragflächen oder Propellern, als Kiellinien an Wasserfahrzeugen, als Stützlinien für die Statik von Bögen, als Kanten an Werkstücken, als Fugen oder Schweißnähte.
In den Geowissenschaften sind Strukturlinien vor allem zur Gliederung des Geländes von Bedeutung. Bei der Geländeaufnahme extrahieren Geodäten und Topografen aus terrestrischen Messungen, durch Kartometrie und aus Luftbildern
- einerseits markante Tiefen- und Höhenpunkte (v. a. Talpunkte, Sattel- und  Gipfelpunkte),
- andrerseits Formenlinien (v. a. entlang von Bergrücken und Gewässern) sowie Geländekanten
- und dazwischen genaue Höhenlinien (Schichtenlinien) des Geländes.

Die Geomorphologie unterscheidet nach ähnlichen Gesichtspunkten:
- Geripplinien (weiche Kanten, Formenlinien) und Bruchkanten (harte Kanten). Zu den Geripplinien zählen die Rückenlinien (die im Regelfall Wasserscheiden darstellen) und die Mulden- bzw. Tallinien, die als Wassersammler fungieren. Im Hochgebirge werden die Rücken- zu Kammlinien.
- Als Bruchkante versteht man einen „Knick“ im Gelände. An ihm ändert sich das Gefälle sprunghaft und auf der Landkarte ändert sich der Abstand der Höhenlinien. Die markanteste Form ist die Abbruchkante, die fast senkrecht verlaufen kann. Im Kartenbild rücken die Höhenlinien eng aneinander und gehen unterhalb meist in einen Steilhang über.
- Mit Falllinien werden die Höhen- bzw. Formenlinien überprüft und ergänzt. Diese Linien des stärksten Gefälles stehen rechtwinklig zu den Höhenlinien.

Weitere Strukturlinien können entstehen
- durch unterschiedlichen Bewuchs und sogenannte Kulturgrenzen, etwa Agrarflächen, Wald, Almwiesen und Ödland
- durch Änderungen des Bodentyps
- durch geologische Störungen und Unterschiede im anstehenden Gestein, wobei ein enger Zusammenhang mit den geomorphologischen Strukturlinien besteht.